# Pfarrkirche Hohenwarth

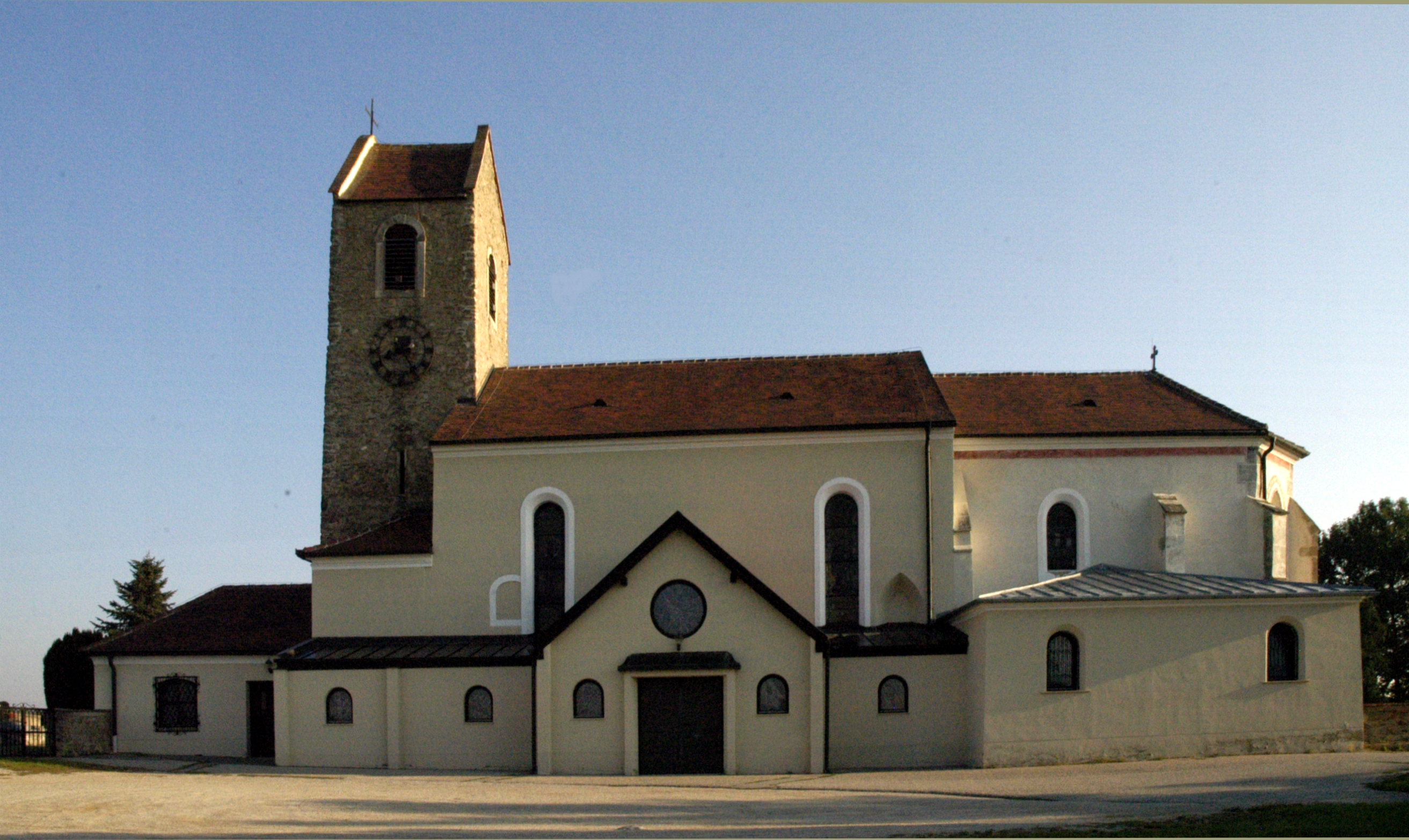
Kath. Pfarrkirche hl. Michael in Hohenwarth

Die römisch-katholische Pfarrkirche Hohenwarth steht auf einer Geländestufe nordöstlich über dem Ort Hohenwarth in der Marktgemeinde Hohenwarth-Mühlbach am Manhartsberg im Bezirk Hollabrunn in Niederösterreich. Die auf den heiligen Erzengel Michael geweihte Kirche gehört zum Dekanat Sitzendorf im Vikariat Unter dem Manhartsberg der Erzdiözese Wien. Das Kirchengebäude steht unter Denkmalschutz (Listeneintrag).

## Geschichte
Eine Pfarre wurde im Ende des 11. Jahrhunderts genannt.

## Architektur

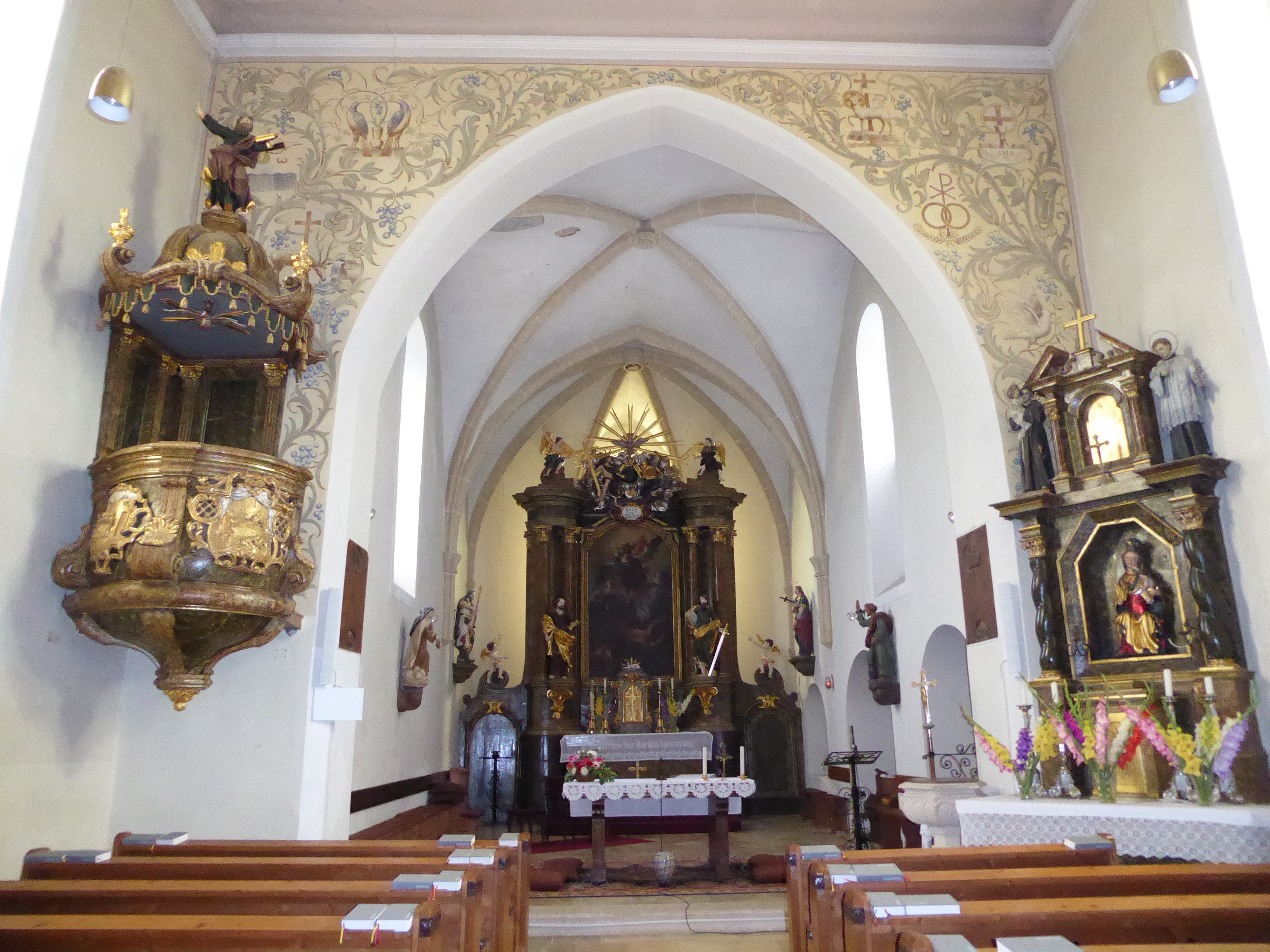
Inneres der Pfarrkirche

Der im Kern romanische Kirchenbau mit einem gotischen Westturm und einem gotischen Chor und einem barockisierten Langhaus ist mit von einem Friedhof mit einer Friedhofsmauer umgeben und ist über eine gedeckte Kirchenstiege mit dem Ort verbunden.

## Ausstattung
Die Orgel baute Rudolf Novak (1971).